# Escuela Suramericana de Defensa
La Escuela Suramericana de Defensa (ESUDE) fue creada en la IV Reunión de Ministros de Defensa, realizada en Cartagena, Colombia, en agosto de 2014. Fecha en la que también fueron aprobados el Estatuto y el Reglamento de la Escuela, la cual aparece como instancia académica del Consejo de Defensa Suramericano. El Secretario Ejecutivo, Profesor Antonio Jorge Ramalho da Rocha, fue elegido el 16 de abril de 2015 para mandato de dos años. La ESUDE tenia su sede en Quito, Ecuador. 
Las negociaciones para la creación de la Escuela empezaron durante la IV Reunión de Ministros de Defensa, en Lima, Perú, en noviembre de 2012. Además, apoyados por la Declaración de Jefas y Jefes de Estado de Unasur, datada el 30 de agosto de 2013, en Paramaribo, Surinam, los doce países de Unasur alcanzaron el consenso para concebir  el “centro de altos estudios y de articulación de redes entre iniciativas nacionales de los Estados miembros, para la formación y capacitación de civiles y militares en materia de defensa y seguridad regionales”.    
De igual manera, la ESUDE al lado del Centro de Estudios Estratégicos de Defensa del Consejo de Defensa Suramericano – CEED,  con sede en Buenos Aires – fue constituida como instrumento de intercambio entre expertos y profesionales de la región; debe promover el diálogo sobre el conocimiento teórico y práctico en defensa y proporcionar la reflexión de temas estratégico-militares (Artículo V, del Estatuto de la ESUDE). 
En 2015 fueron también indicados por los países los miembros del Consejo Académico (con un representante por Estado). Los cursos académicos de la Escuela empezarán en 2016, presencial y virtualmente.

## Misión
Contribuir a la consolidación de los principios y objetivos establecidos en el Estatuto del CDS, a través de la formación y capacitación, por medio de la docencia e investigación, de modo a ampliar la confianza mutua, a favorecer el avance de una cultura de defensa común y a perfeccionar las condiciones de seguridad gubernamental en América del Sur.

## Visión
Ser una institución reconocida internacionalmente por la capacidad de producir conocimiento, de formar elites civiles y militares en el campo de la defensa, y de contribuir para el gradual y progresivo acercamiento de los países suramericanos hacia una identidad común en materia de Defensa.